# Iqbal Theba
Iqbal Theba (* 20. prosince 1963) je pákistánský a americký herec. V současnosti hraje vedlejší roli ředitele Figginse v televizním seriálu Glee.

## Životopis
Theba se stal známou tváří v devadesátých letech, když se začal objevovat v různých amerických televizních pořadech a reklamách.
Jeho průlomová role byla v pilotu pro NBC s názvem Death and Taxes. Pilot se sice nevysílal, ale přivedl ho k vedlejší roli v The George Carlin Show. Také se v objevil na několik epizod v seriálech Ženatý se závazky a Pohotovost.
Dále se objevil ve filmech a seriálech jako třeba Plastická chirurgie s.r.o., Alias, Dva a půl chlapa, Roseanne, Kitchen Confidential, Chuck, JAG, Arrested Development, Childrens Hospital, Klíšťák, Západní křídlo, Přátelé, Sister Sister, Raymonda má každý rád, Weeds, Transformers: Dark of the Moon nebo Zelená kniha. Také se objevil se svým budoucím kolegou z Glee Mikem O'Malleym v epizodě sitcomu Yes, Dear.
Theba hostoval v seriálu NBC Community. V současné době se objevuje v roli ředitele Figginse v seriálu Glee.